# Eclytus lutatus
Eclytus lutatus là một loài tò vò trong họ Ichneumonidae.